# Nymphaea nouchali
Nymphaea nouchali, comúnmente llamada nenúfar de Sri Lanka o rojo azul, aguapé rojo, azucena de agua, ambal o lila de agua azul, es una planta acuática de la familia de las ninfáceas, que habita los cursos de agua tranquilos y los estanques en las regiones templadas de Asia, tolerando incluso aguas contaminadas. Florece entre junio y septiembre y se recolecta en verano y otoño.
Es la flor nacional de Sri Lanka y de Bangladés.

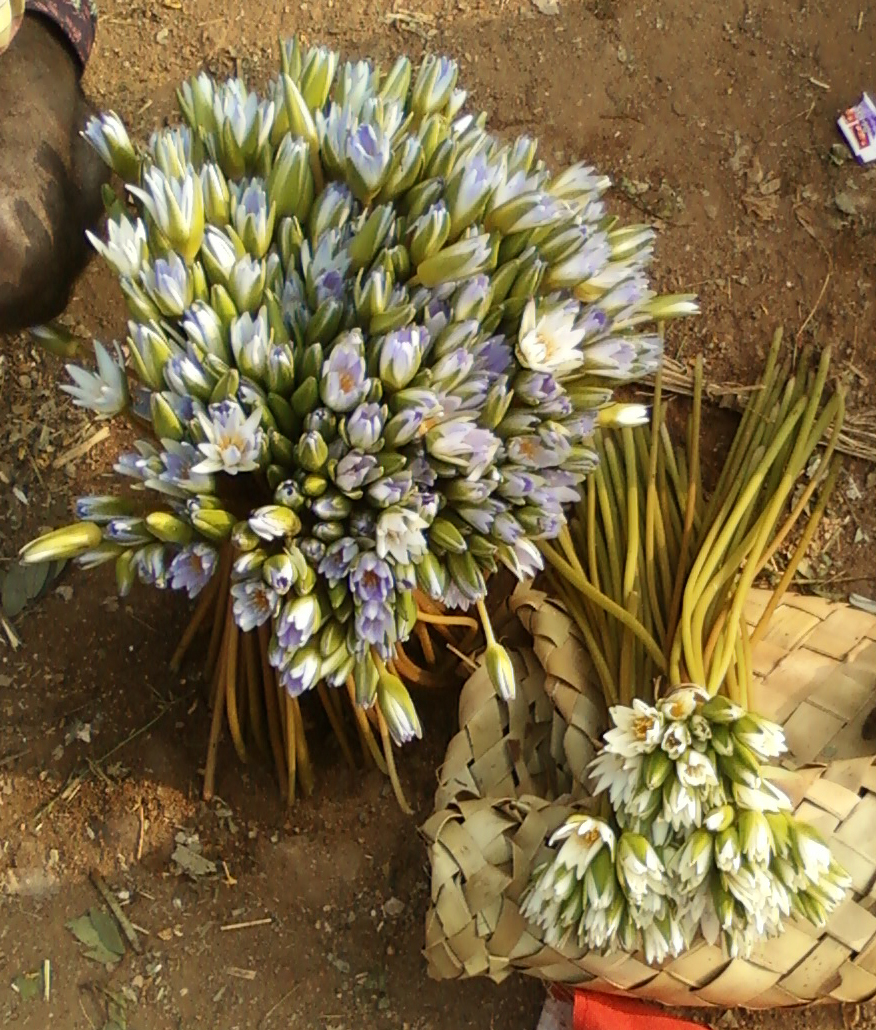
Flores

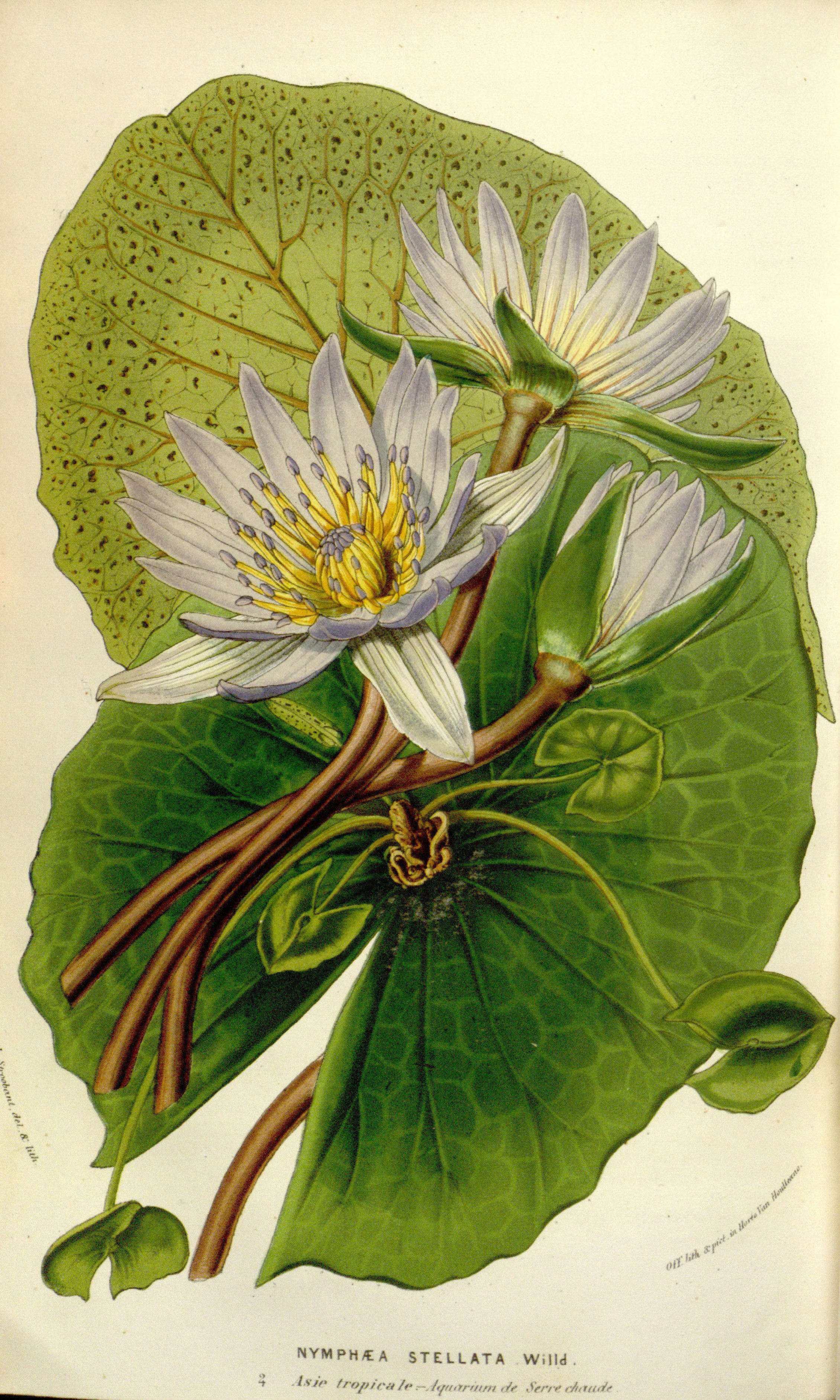
Ilustración

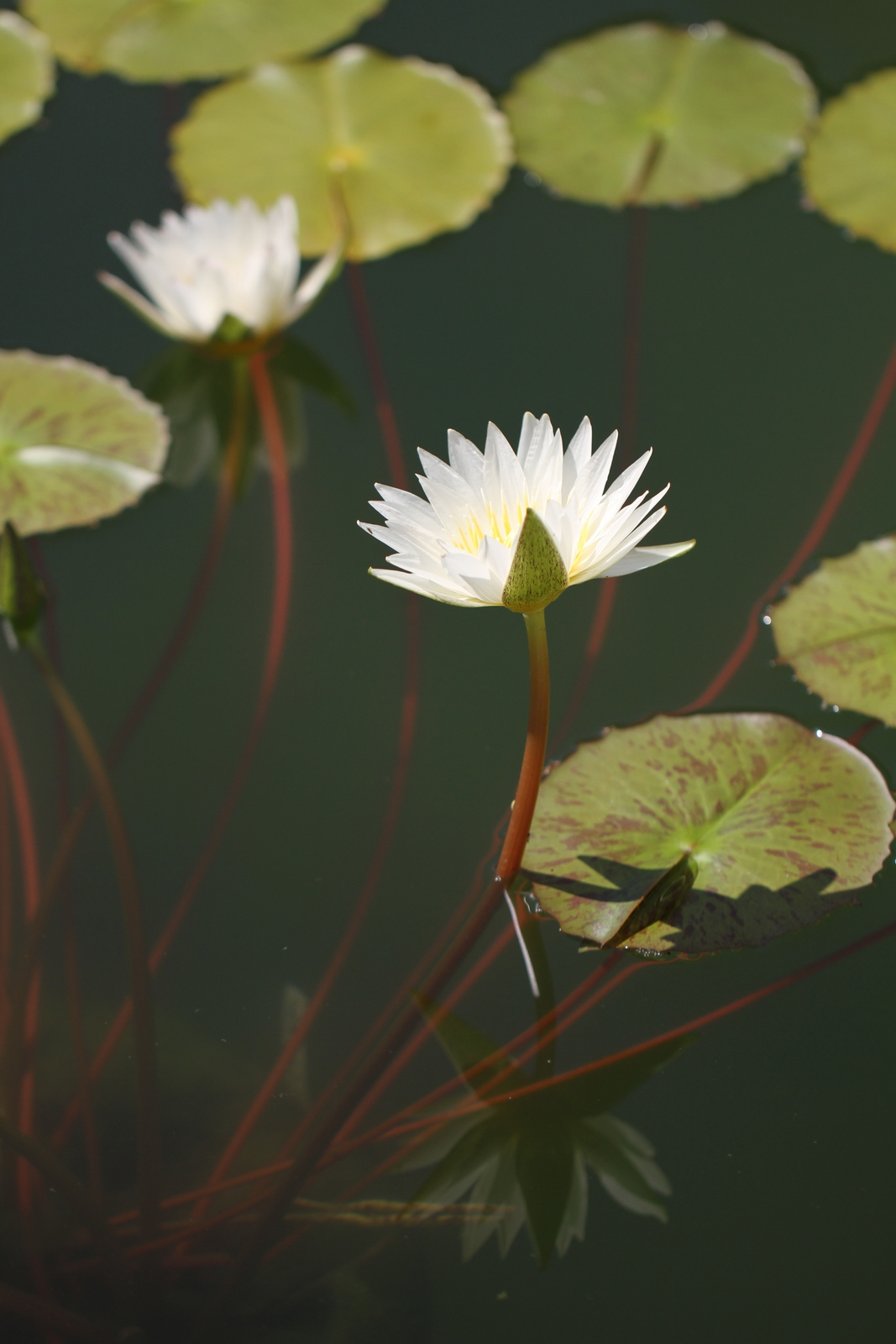
En su hábitat

## Características
Tiene un rizoma carnoso y horizontal, que se arraiga al fondo del espejo de agua en el que habita. Las hojas flotan, al cabo de largos peciolos; son grandes, cordiformes y bien lobuladas, de textura coriácea y color verde claro. Las flores son solitarias, hermafroditas, con un largo pedúnculo y de coloración azul y rojo y amarillo; el cáliz se compone de cuatro sépalos, y la corola de hasta una cincuentena de pétalos gruesos. Los estambres son numerosos, provistos de anteras amarillas. La polinización puede ser autógama o entomógama. El fruto, un aqueno, disemina las semillas por hidrocoria.

## Usos
Se le ha atribuido propiedades medicinales como anafrodisíaco, calmante y parasimpaticolítico. Antiguamente se usaba en conventos y seminarios en forma de infusión. Supuestamente puede usarse en ninfomanías y erectismo genital.
Las semillas pueden usarse como sucedáneo del café y las flores pueden conservarse en salmuera.

## Taxonomía
Nymphaea nouchali fue descrita por Nicolaas Laurens Burman y publicado en Flora Indica . . . nec non Prodromus Florae Capensis 120. 1768.
Variedades aceptadas
- Nymphaea nouchali var. caerulea (Savigny) Verdc.
- Nymphaea nouchali var. versicolor (Sims) R.Ansari & Jeeja

Sinonimia
- Nymphaea caerulea  Andrews
- Nymphaea calliantha Conard
- Nymphaea malabarica Poir. 1798
- Nymphaea mildbraedii Gilg
- Nymphaea nelsonii
- Nymphaea nouchali Burm.f. 1768[3]
- Castalia caerulea Tratt.
- Castalia scutifolia Salisb.
- Castalia stellaris Salisb.
- Castalia stellata (Willd.) Blume
- Leuconymphaea stellata (Willd.) Kuntze
- Nymphaea bernierana Planch.
- Nymphaea emirnensis Planch.
- Nymphaea madagascariensis DC.
- Nymphaea stellata Willd.[4]